# Olof Thulin (präst i Växjö stift)

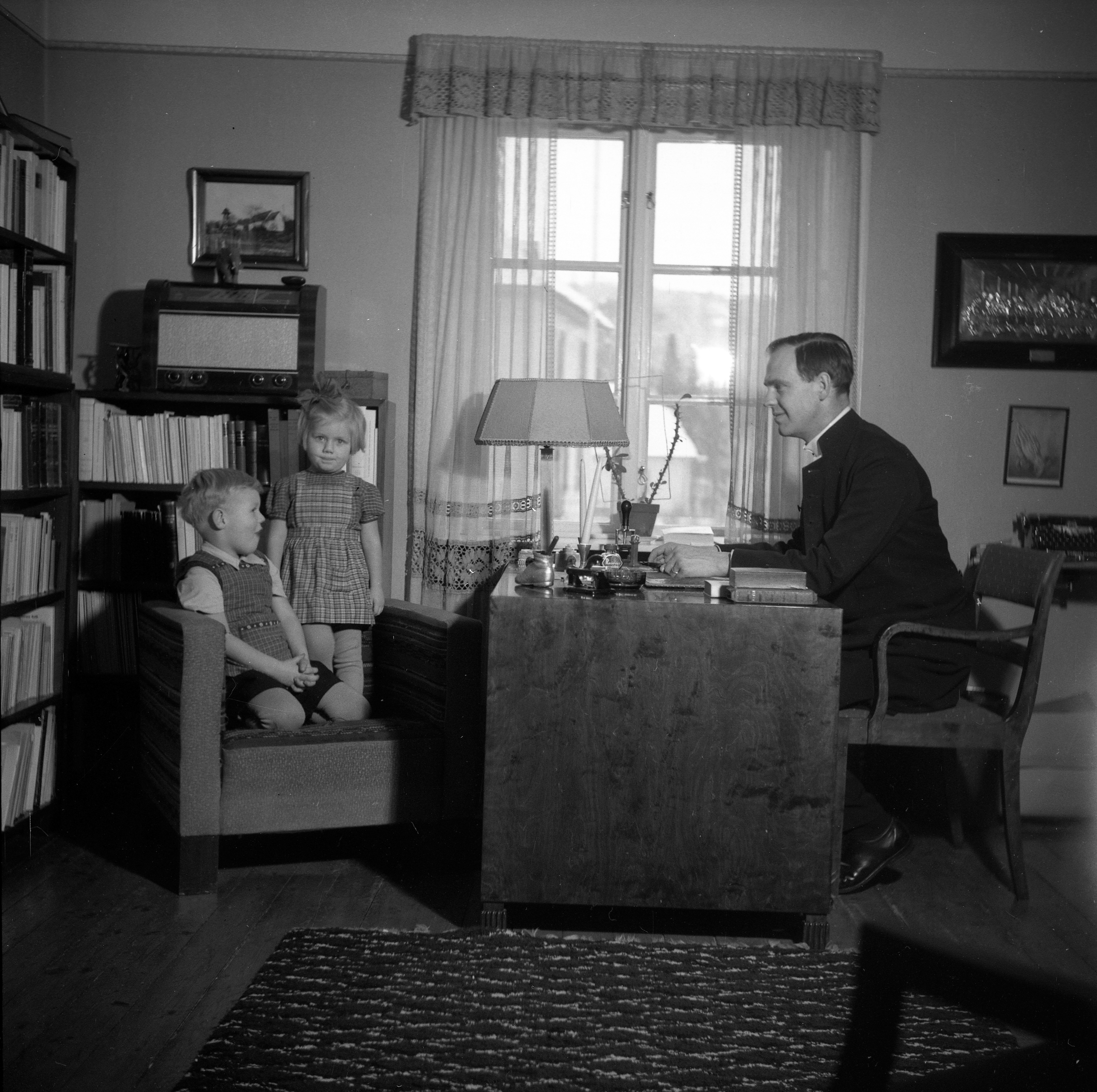
Olof Thulin i prästgården i Torpa, tillsammans med barnen Thomas och Lena, 1945.

Anders Olof Thulin, född den 21 juli 1906 i Jönköping, död där den 6 februari 1992, var en svensk präst.

## Biografi
Thulin avlade studentexamen i Jönköping 1926, filosofie kandidatexamen vid Lunds universitet 1928 och teologie kandidatexamen 1932. Han prästvigdes i Växjö samma år. Thulin blev 1933 vice komminister i Sofia församling i Jönköping, där han kom att utföra hela sin prästgärning. År 1938 blev han ordinarie komminister och 1954 teologie licentiat.
Thulin utnämndes 1955 till kyrkoherde i Sofia församling, 1959 utvidgat med Järstorps församling som annex, och blev 1964 kontraktsprost i Tveta kontrakt. Han var 1935–1955 lasarettspredikant vid Jönköpings länslasarett samt 1940–1944 fältpräst vid Jönköpings regemente. Thulin utnämndes till extra ordinarie hovpredikant 1967 och blev emeritus 1972.
Thulin var medlem av redaktionskommittén för Växjö stifts hembygdskalender 1951–1978, ordförande i Växjö stifts missionsråd från 1956, i Växjö stiftsråd från 1962, och styrelsesuppleant i Jönköpingsbygdens sparbank. 

### Familj
Olof Thulin gifte sig 1936 med Gurli Cederlund och de fick tillsammans fem barn. Makarna Thulin vilar på Slottskyrkogården i Jönköping.

## Utmärkelser
- 1965 – Ledamot av  Nordstjärneorden[4]
- Jönköpings kommuns kulturstipendium för sin kyrko- och kulturhistoriska forskning[1]

### Kyrkligt
- Thulin Olof, red (1952). Kring Sofiakyrkan i Jönköping: inför kyrkans återinvigning efter restaureringen anno Domini 1952. Jönköping: Restaureringskommittén. Libris 1454892
- Växjö stift i missionsperspektiv: En 1800-talsstudie rörande yttre mission. Jönköping: Hall. 1953. Libris 1448819
- "O Jesu, bliv när oss- ": inför minnet av C. O. Rosenius. Växjö. 1968. Libris bmmgwl7w8sr2tml7
- I Sankt Sigfrids fotspår: Växjö stift i missionsperspektiv. Växjö. 1972. Libris s33xbpgzq3kr64n4

### Lokalhistoria
- Adelsfolk, statare och kritter: en bok om Lyckås, det gamla brahegodset i Vista. Jönköping: Hall. 1970. Libris 1676527
- Gripenbergsbanan: ett stycke småländsk järnvägshistoria i ord och bild (1:a upplaga, ny utgåva 1983). Huskvarna: Skärstads hembygdsförening. 1979. Libris 182186